# Yrjö Tuominen

Yrjö Tuominen, bild från 1930-talets början.

Emil Yrjö Tuominen, född 20 april 1892 i Vasa, död 13 oktober 1946 i Helsingfors, var en finländsk skådespelare. Tuominen belönades med Jussistatyetten för bästa manliga biroll i I gallrets skugga 1945.
Tuominen var son till Kustaa Tuominen och Emma Michelsson. Han arbetade under sju års tid som fordonskonstruktör i Tammerfors och tog anställning vid Tammerfors arbetarteater 1915, där han verkade som statist fram till 1916. Åren 1917–1923 verkade han vid Tammerfors teater, 1923–1926 vid Helsingfors folkteater och från och med år 1926 vid Finlands nationalteater. Han var gift med skådespelerskan Eine Laine åren 1923–1933. Tuominen medverkade i 57 filmer mellan åren 1927 och 1946.

## Filmografi (urval)[2]
- I Adams kläder och lite i Evas, 1931
- Timmerflottarens brud, 1931
- De 45000, 1933
- Österbottningar, 1936
- Din intill döden, 1941
- Anna Liisa, 1945
- Farligt lättsinne, 1946